# Museo archeologico di Susa
Il Museo archeologico di Susa (in dialetto arabo-tunisino: المتحف الأثري بسوسة) è un'istituzione museale, seconda per importanza in Tunisia, nel suo genere (musei con antiche collezioni musive) e del Paese (dopo il Museo nazionale del Bardo di Tunisi).

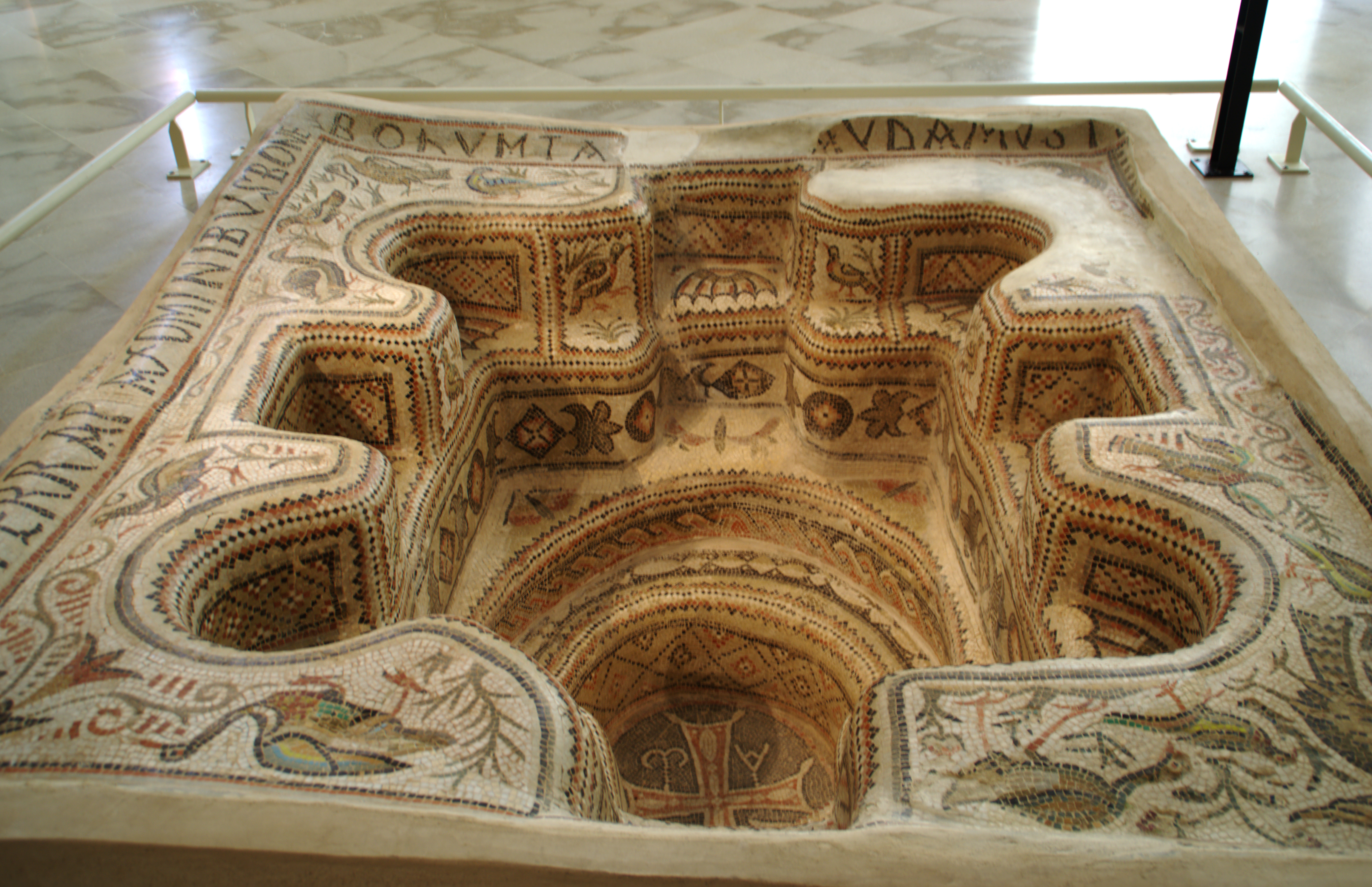
Fonte battesimale rinvenuto nella regione di Bekalta (Monastir) esposto al museo archeologico di Susa
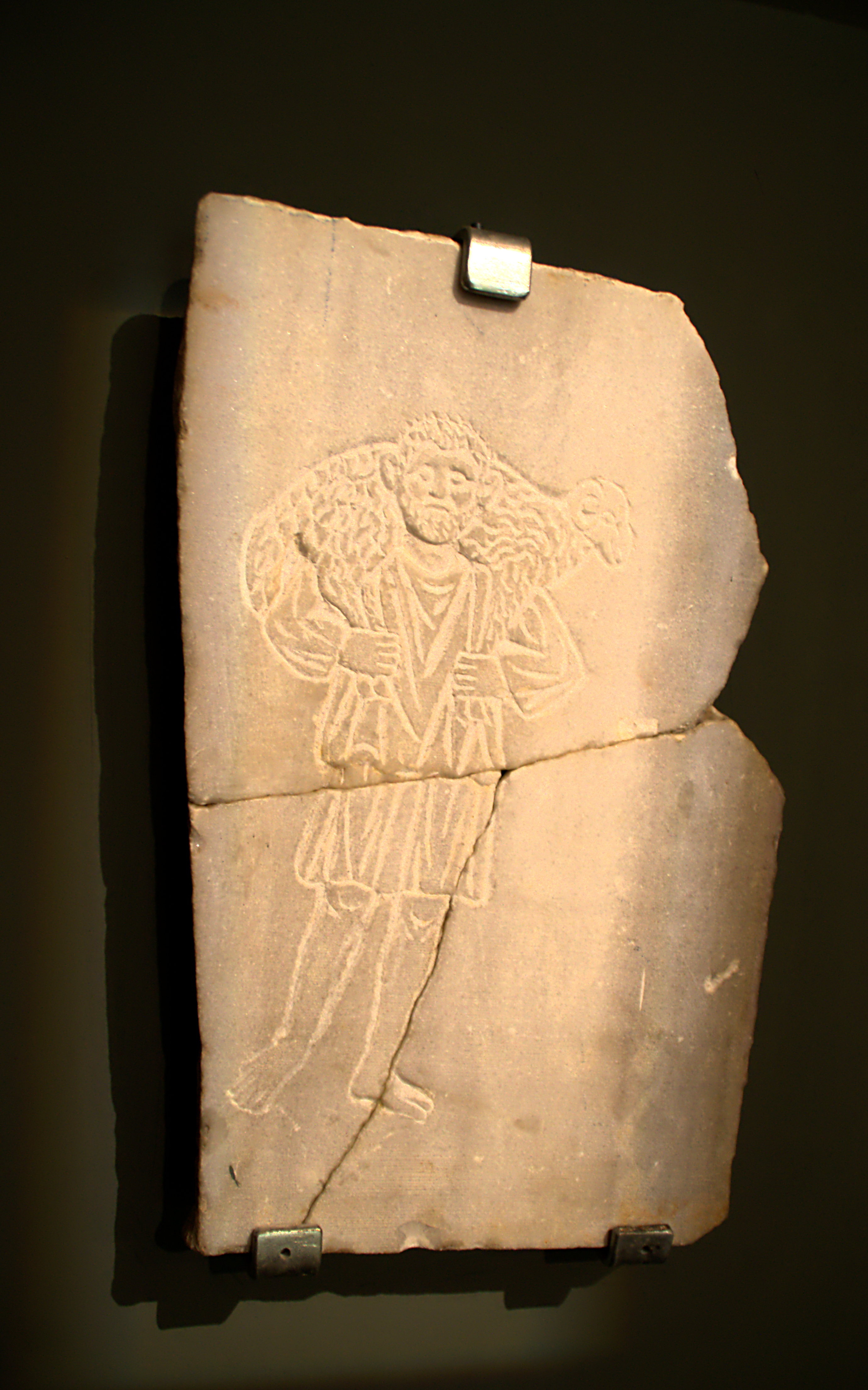
Rappresentazione del Buon Pastore
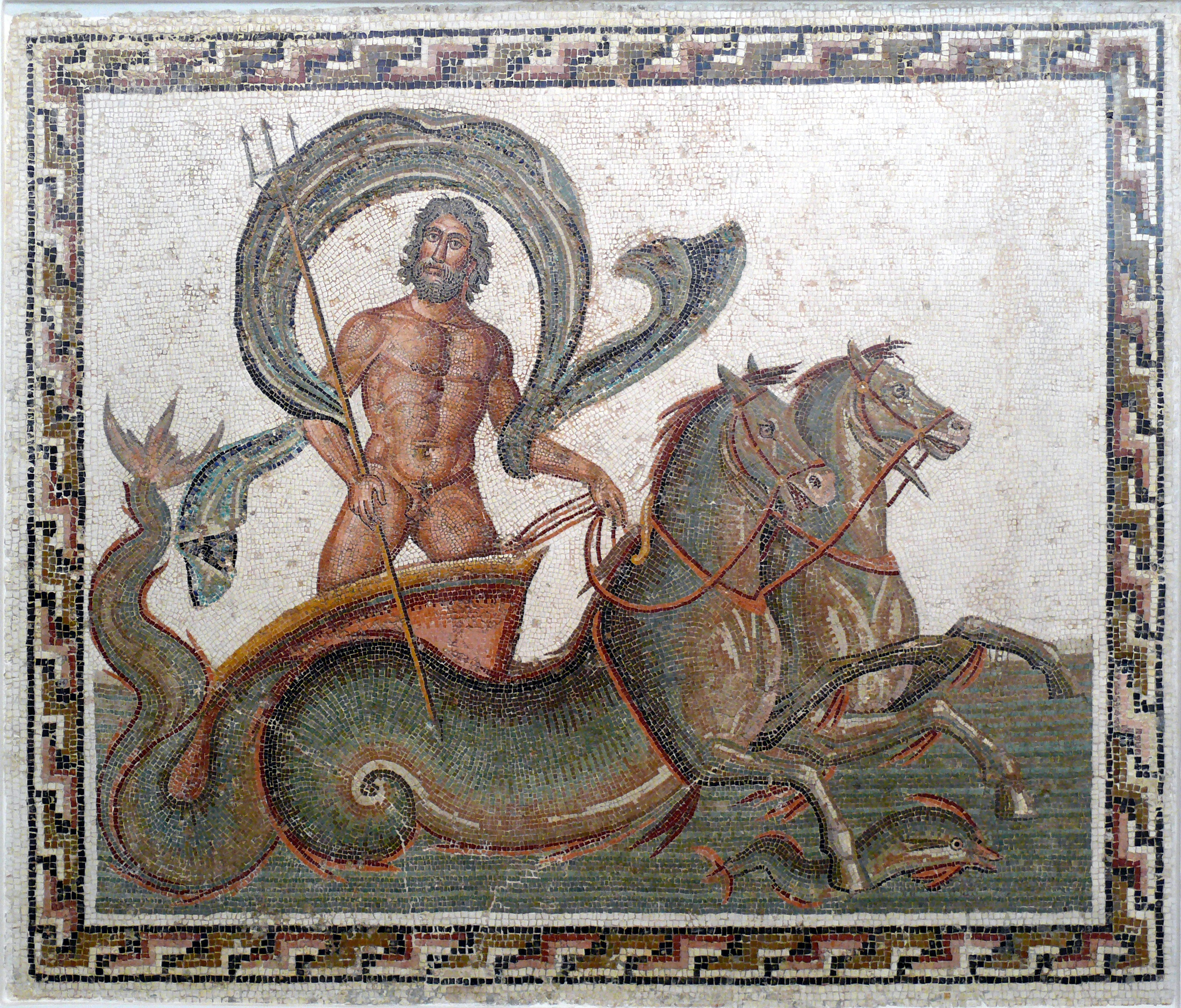
Mosaico di Nettuno sul carro marino trainato da ippocampi
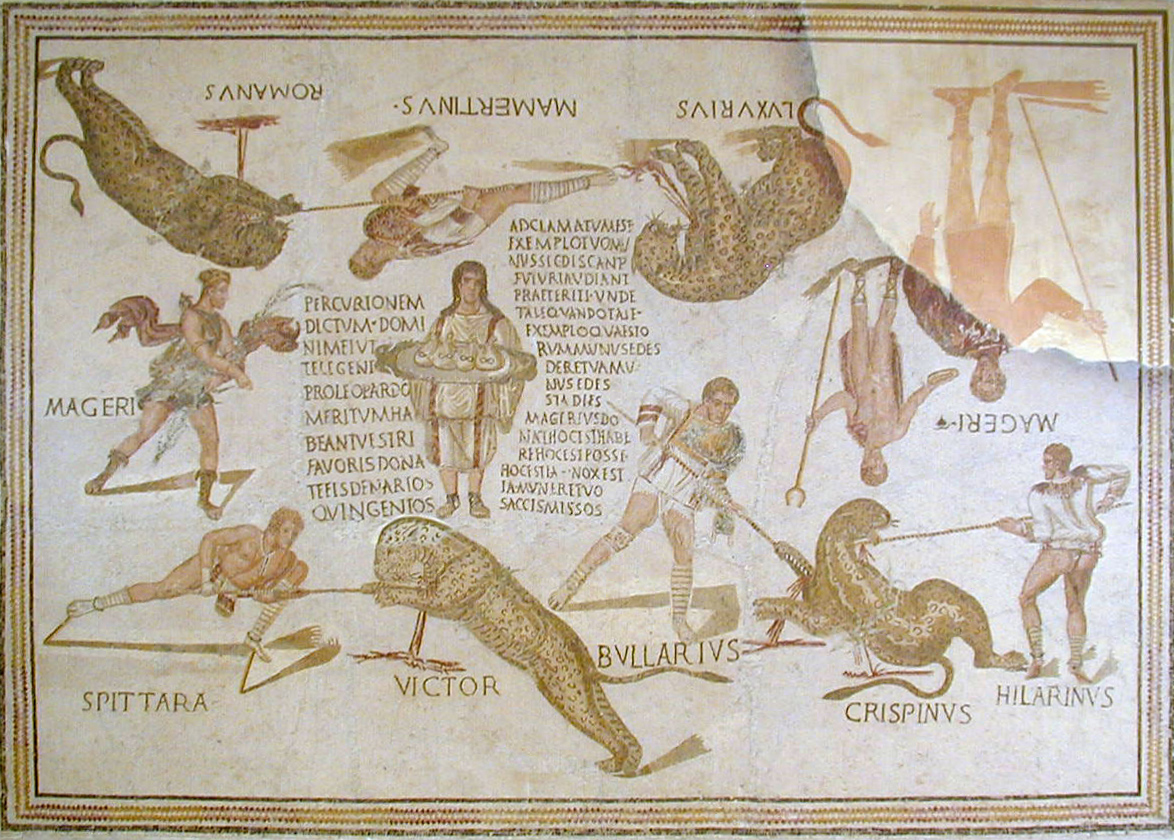
Mosaico di Magerius: un'opera musiva del III secolo d.C. scoperta nel villaggio di Smirat (Moknine), raffigurante una caccia alle bestie feroci nell'anfiteatro, con lunghe spiegazioni scritte
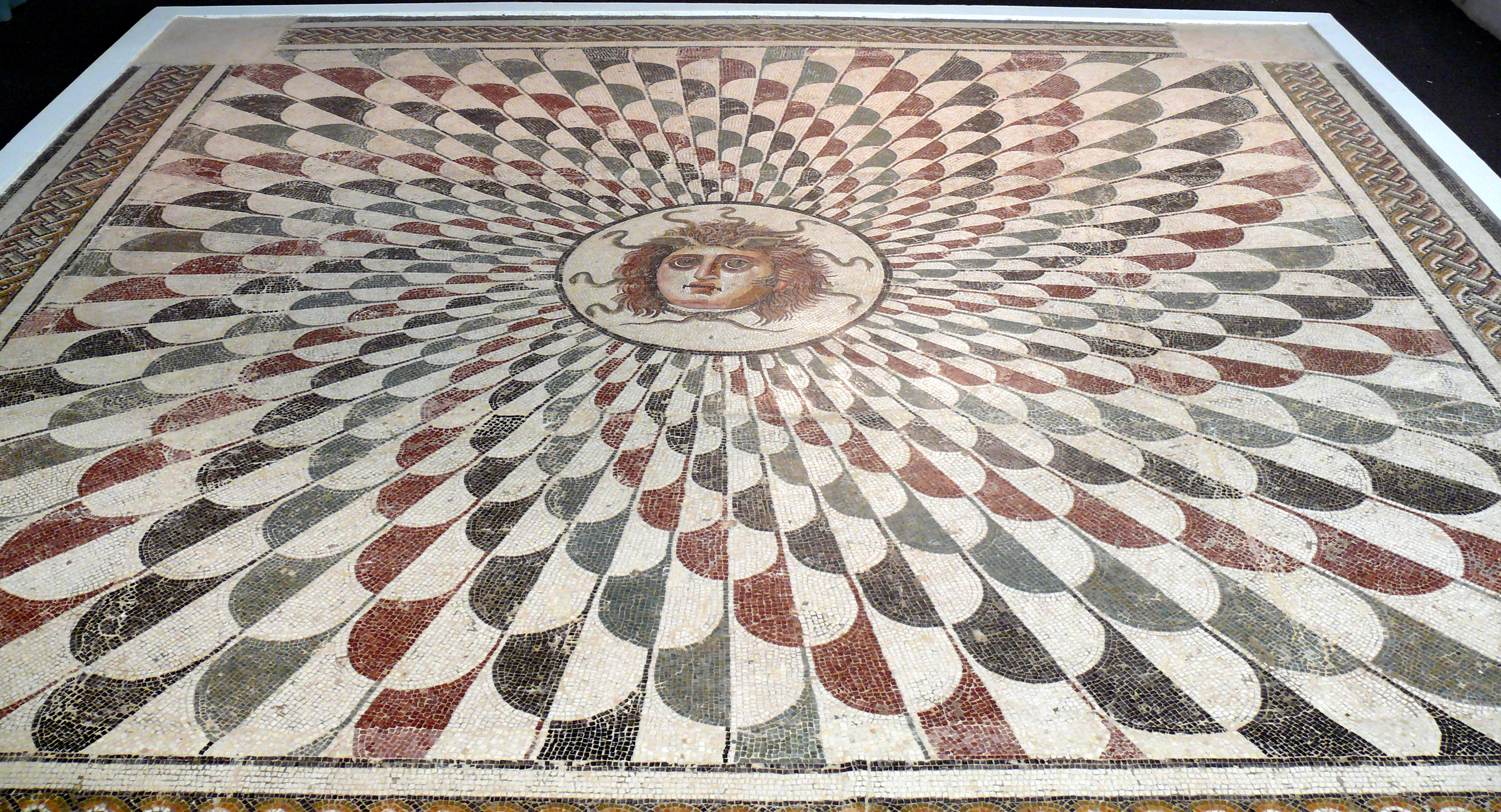
Affascinante mosaico del II secolo d.C., raffigurante la Gorgone con le ali sulle sopracciglia e la testa circondata da serpenti